# Liste der Test Matches der südkoreanischen Rugby-Union-Nationalmannschaft
Die nachfolgende Liste enthält alle Test Matches (Länderspiele) der südkoreanischen Rugby-Union-Nationalmannschaft der Männer. Südkorea bestritt das erste offizielle Test Match am 8. März 1969 gegen Taiwan.

## Übersicht der Test Matches
Legende
- Erg. = Ergebnis
- n. V. = nach Verlängerung
- H = Heimspiel
- A = Auswärtsspiel
- N = Spiel auf neutralem Platz
- Hintergrundfarbe grün = Sieg
- Hintergrundfarbe gelb = Unentschieden
- Hintergrundfarbe rot = Niederlage

### 1969–1979
| Nr. | Datum      | Erg.  | Gegner    |   | Austragungsort                     | Anlass                  | Bemerkung                                                                 |
| --- | ---------- | ----- | --------- | - | ---------------------------------- | ----------------------- | ------------------------------------------------------------------------- |
| 01. | 08.03.1969 | 9:15  | Taiwan    | N | Prinz-Chichibu-Rugbystadion, Tokio | Asienmeisterschaft 1969 | erstes Test Match gegen Taiwan                                            |
| 02. | 14.03.1969 | 3:8   | Hongkong  | N | Prinz-Chichibu-Rugbystadion, Tokio | Asienmeisterschaft 1969 | erstes Test Match gegen Hongkong                                          |
| 03. | 13.01.1970 | 11:37 | Singapur  | N | Nationalstadion, Bangkok           | Asienmeisterschaft 1970 | erstes Test Match gegen Singapur                                          |
| 04. | 18.01.1970 | 12:8  | Ceylon    | N | Nationalstadion, Bangkok           | Asienmeisterschaft 1970 | erstes Test Match gegen Sri Lanka erster Sieg gegen Sri Lanka erster Sieg |
| 05. | 05.11.1972 | 12:13 | Thailand  | N | Hong Kong Stadium, Hongkong        | Asienmeisterschaft 1972 | erstes Test Match gegen Thailand                                          |
| 06. | 07.11.1972 | 6:18  | Hongkong  | A | Hong Kong Stadium, Hongkong        | Asienmeisterschaft 1972 |                                                                           |
| 07. | 10.11.1972 | 37:0  | Sri Lanka | N | Hong Kong Stadium, Hongkong        | Asienmeisterschaft 1972 |                                                                           |
| 08. | 20.11.1974 | 9:19  | Hongkong  | N | Longden Place, Colombo             | Asienmeisterschaft 1974 |                                                                           |
| 09. | 22.11.1974 | 43:9  | Thailand  | N | Longden Place, Colombo             | Asienmeisterschaft 1974 | erster Sieg gegen Thailand                                                |
| 10. | 23.11.1974 | 41:0  | Malaysia  | N | Longden Place, Colombo             | Asienmeisterschaft 1974 | erstes Test Match gegen Malaysia erster Sieg gegen Malaysia               |
| 11. | 13.11.1976 | 58:6  | Malaysia  | H | Dongdaemun-Stadion, Seoul          | Asienmeisterschaft 1976 | erster Heimsieg                                                           |
| 12. | 16.11.1976 | 20:11 | Taiwan    | H | Dongdaemun-Stadion, Seoul          | Asienmeisterschaft 1976 | erster Sieg gegen Taiwan                                                  |
| 13. | 18.11.1976 | 22:13 | Thailand  | H | Dongdaemun-Stadion, Seoul          | Asienmeisterschaft 1976 |                                                                           |
| 14. | 20.11.1976 | 3:11  | Japan     | H | Dongdaemun-Stadion, Seoul          | Asienmeisterschaft 1976 | erstes Test Match gegen Japan                                             |
| 15. | 16.11.1978 | 40:3  | Singapur  | N | Stadium Merdeka, Kuala Lumpur      | Asienmeisterschaft 1978 | erster Sieg gegen Singapur                                                |
| 16. | 19.11.1978 | 7:0   | Hongkong  | N | Stadium Merdeka, Kuala Lumpur      | Asienmeisterschaft 1978 |                                                                           |
| 17. | 23.11.1978 | 62:0  | Malaysia  | A | Stadium Merdeka, Kuala Lumpur      | Asienmeisterschaft 1978 | erster Auswärtssieg                                                       |
| 18. | 25.11.1978 | 4:16  | Japan     | N | Stadium Merdeka, Kuala Lumpur      | Asienmeisterschaft 1978 |                                                                           |

### 1980–1989
| Nr. | Datum      | Erg.  | Gegner     |   | Austragungsort                            | Anlass                  | Bemerkung                                        |
| --- | ---------- | ----- | ---------- | - | ----------------------------------------- | ----------------------- | ------------------------------------------------ |
| 19. | 09.11.1980 | 28:12 | Singapur   | N | Taipei Municipal Stadium, Taipeh          | Asienmeisterschaft 1980 |                                                  |
| 20. | 11.11.1980 | 20:9  | Taiwan     | A | Taipei Municipal Stadium, Taipeh          | Asienmeisterschaft 1980 |                                                  |
| 21. | 13.11.1980 | 12:12 | Thailand   | N | Taipei Municipal Stadium, Taipeh          | Asienmeisterschaft 1980 |                                                  |
| 22. | 16.11.1980 | 12:21 | Japan      | N | Taipei Municipal Stadium, Taipeh          | Asienmeisterschaft 1980 |                                                  |
| 23. | 20.11.1982 | 40:12 | Malaysia   | N | Jalan Besar Stadium, Singapur             | Asienmeisterschaft 1982 |                                                  |
| 24. | 22.11.1982 | 12:0  | Singapur   | A | Jalan Besar Stadium, Singapur             | Asienmeisterschaft 1982 |                                                  |
| 25. | 24.11.1982 | 12:0  | Sri Lanka  | N | Jalan Besar Stadium, Singapur             | Asienmeisterschaft 1982 |                                                  |
| 26. | 27.11.1982 | 12:9  | Japan      | N | Jalan Besar Stadium, Singapur             | Asienmeisterschaft 1982 | erster Asienmeistertitel erster Sieg gegen Japan |
| 27. | 20.11.1984 | 69:3  | Sri Lanka  | N | Honjō-Leichtathletikstadion, Fukuoka      | Asienmeisterschaft 1984 |                                                  |
| 28. | 22.11.1984 | 51:6  | Malaysia   | N | Honjō-Leichtathletikstadion, Fukuoka      | Asienmeisterschaft 1984 |                                                  |
| 29. | 24.11.1984 | 92:0  | Thailand   | N | Honjō-Leichtathletikstadion, Fukuoka      | Asienmeisterschaft 1984 |                                                  |
| 30. | 27.11.1984 | 13:20 | Japan      | A | Honjō-Leichtathletikstadion, Fukuoka      | Asienmeisterschaft 1984 |                                                  |
| 31. | 23.11.1986 | 38:9  | Thailand   | A | Chulalongkorn University Stadium, Bangkok | Asienmeisterschaft 1986 |                                                  |
| 32. | 25.11.1986 | 41:9  | Singapur   | N | Chulalongkorn University Stadium, Bangkok | Asienmeisterschaft 1986 |                                                  |
| 33. | 27.11.1986 | 28:12 | Hongkong   | N | Chulalongkorn University Stadium, Bangkok | Asienmeisterschaft 1986 |                                                  |
| 34. | 29.11.1986 | 24:22 | Japan      | N | Chulalongkorn University Stadium, Bangkok | Asienmeisterschaft 1986 | zweiter Asienmeistertitel                        |
| 35. | 17.05.1987 | 18:65 | Australien | A | Brisbane                                  | Freundschaftsspiel      | erstes Test Match gegen Australien               |
| 36. | 12.11.1988 | 102:0 | Thailand   | N | Hong Kong Stadium, Hongkong               | Asienmeisterschaft 1988 |                                                  |
| 37. | 14.11.1988 | 39:19 | Hongkong   | A | Hong Kong Stadium, Hongkong               | Asienmeisterschaft 1988 |                                                  |
| 38. | 16.11.1988 | 68:6  | Sri Lanka  | N | Hong Kong Stadium, Hongkong               | Asienmeisterschaft 1988 |                                                  |
| 39. | 19.11.1988 | 17:13 | Japan      | N | Hong Kong Stadium, Hongkong               | Asienmeisterschaft 1988 | dritter Asienmeistertitel                        |

### 1990–1999
| Nr. | Datum      | Erg.  | Gegner      |   | Austragungsort                     | Anlass                  | Bemerkung                               |
| --- | ---------- | ----- | ----------- | - | ---------------------------------- | ----------------------- | --------------------------------------- |
| 40. | 08.04.1990 | 7:74  | Westsamoa   | N | Prinz-Chichibu-Stadion, Tokio      | WM-Qualifikation        | erstes Test Match gegen Samoa           |
| 41. | 11.04.1990 | 10:26 | Japan       | A | Prinz-Chichibu-Stadion, Tokio      | WM-Qualifikation        |                                         |
| 42. | 15.04.1990 | 22:45 | Tonga       | N | Prinz-Chichibu-Stadion, Tokio      | WM-Qualifikation        | erstes Test Match gegen Tonga           |
| 43. | 20.10.1990 | 21:6  | Taiwan      | N | Sugathadasa-Stadion, Colombo       | Asienmeisterschaft 1990 |                                         |
| 44. | 22.10.1990 | 16:15 | Hongkong    | N | Sugathadasa-Stadion, Colombo       | Asienmeisterschaft 1990 |                                         |
| 45. | 24.10.1990 | 26:13 | Sri Lanka   | A | Sugathadasa-Stadion, Colombo       | Asienmeisterschaft 1990 |                                         |
| 46. | 27.10.1990 | 13:9  | Japan       | N | Sugathadasa-Stadion, Colombo       | Asienmeisterschaft 1990 | vierter Asienmeistertitel               |
| 47. | 20.09.1992 | 135:3 | Malaysia    | H | Dongdaemun-Stadion, Seoul          | Asienmeisterschaft 1992 |                                         |
| 48. | 22.09.1992 | 97:9  | Thailand    | H | Dongdaemun-Stadion, Seoul          | Asienmeisterschaft 1992 |                                         |
| 49. | 24.09.1992 | 13:20 | Hongkong    | H | Dongdaemun-Stadion, Seoul          | Asienmeisterschaft 1992 |                                         |
| 50. | 26.09.1992 | 59:17 | Taiwan      | H | Dongdaemun-Stadion, Seoul          | Asienmeisterschaft 1992 |                                         |
| 51. | 23.10.1994 | 28:17 | Hongkong    | N | Stadium Merdeka, Kuala Lumpur      | Asienmeisterschaft 1994 |                                         |
| 52. | 25.10.1994 | 90:3  | Singapur    | A | Stadium Merdeka, Kuala Lumpur      | Asienmeisterschaft 1994 |                                         |
| 53. | 27.10.1994 | 65:11 | Thailand    | N | Stadium Merdeka, Kuala Lumpur      | Asienmeisterschaft 1994 |                                         |
| 54. | 29.10.1994 | 11:26 | Japan       | N | Stadium Merdeka, Kuala Lumpur      | Asienmeisterschaft 1994 |                                         |
| 55. | 24.03.1996 | 16:27 | Hongkong    | A | Aberdeen Sports Ground, Hongkong   | Freundschaftsspiel      |                                         |
| 56. | 31.03.1996 | 16:31 | Hongkong    | A | Hong Kong Stadium, Hongkong        | Freundschaftsspiel      |                                         |
| 57. | 03.11.1996 | 60:20 | Sri Lanka   | N | Taipei Municipal Stadium, Taipeh   | Asienmeisterschaft 1996 |                                         |
| 58. | 05.11.1996 | 112:5 | Malaysia    | N | Taipei Municipal Stadium, Taipeh   | Asienmeisterschaft 1996 |                                         |
| 59. | 07.11.1996 | 19:15 | Hongkong    | N | Taipei Municipal Stadium, Taipeh   | Asienmeisterschaft 1996 |                                         |
| 60. | 09.11.1996 | 25:41 | Japan       | N | Taipei Municipal Stadium, Taipeh   | Asienmeisterschaft 1996 |                                         |
| 61. | 24.10.1998 | 12:40 | Sri Lanka   | N | Jalan Besar Stadium, Singapur      | Asienmeisterschaft 1998 |                                         |
| 62. | 27.10.1998 | 11:20 | Hongkong    | N | Jalan Besar Stadium, Singapur      | Asienmeisterschaft 1998 |                                         |
| 63. | 31.10.1998 | 81:21 | Taiwan      | N | Jalan Besar Stadium, Singapur      | Asienmeisterschaft 1998 |                                         |
| 64. | 10.12.1998 | 90:3  | Sri Lanka   | N | Royal Thai Army Stadium, Bangkok   | Asienspiele 1998        |                                         |
| 65. | 14.12.1998 | 60:3  | Thailand    | A | Royal Thai Army Stadium, Bangkok   | Asienspiele 1998        |                                         |
| 66. | 16.12.1998 | 69:5  | Taiwan      | N | Royal Thai Army Stadium, Bangkok   | Asienspiele 1998        |                                         |
| 67. | 18.12.1998 | 21:17 | Japan       | N | Royal Thai Army Stadium, Bangkok   | Asienspiele 1998        | erster Titel bei Asienspielen           |
| 68. | 14.03.1999 | 30:31 | Niederlande | A | NRCA, Amsterdam                    | WM-Qualifikation        | erstes Test Match gegen die Niederlande |
| 69. | 04.04.1999 | 78:14 | Niederlande | H | Dongdaemun-Stadion, Seoul          | WM-Qualifikation        | erster Sieg gegen die Niederlande       |
| 70. | 16.04.1999 | 26:58 | Tonga       | A | Teufaiva Sport Stadium, Nukuʻalofa | WM-Qualifikation        |                                         |
| 71. | 04.05.1999 | 15:82 | Tonga       | H | Dongdaemun-Stadion, Seoul          | WM-Qualifikation        |                                         |

### 2000–2009
| Nr.  | Datum      | Erg.  | Gegner     |   | Austragungsort                                | Anlass                              | Bemerkung                                                        |
| ---- | ---------- | ----- | ---------- | - | --------------------------------------------- | ----------------------------------- | ---------------------------------------------------------------- |
| 072. | 25.06.2000 | 55:19 | Taiwan     | N | Aomori-Stadion, Aomori                        | Asienmeisterschaft 2000             |                                                                  |
| 073. | 28.06.2000 | 36:34 | Hongkong   | N | Aomori-Stadion, Aomori                        | Asienmeisterschaft 2000             |                                                                  |
| 074. | 02.07.2000 | 29:34 | Japan      | A | Aomori-Stadion, Aomori                        | Asienmeisterschaft 2000             |                                                                  |
| 075. | 13.05.2001 | 19:27 | Japan      | A | Prinz-Chichibu-Rugbystadion, Tokio            | Pacific Rim Rugby Championship 2001 |                                                                  |
| 076. | 20.05.2001 | 74:22 | Taiwan     | H | Dongdaemun-Stadion, Seoul                     | Freundschaftsspiel                  |                                                                  |
| 077. | 16.06.2002 | 24:90 | Japan      | A | Nationalstadion, Tokio                        | WM-Qualifikation                    |                                                                  |
| 078. | 23.06.2002 | 54:31 | Taiwan     | A | Tainan Rugby Park, Tainan                     | WM-Qualifikation                    |                                                                  |
| 079. | 30.06.2002 | 119:7 | Taiwan     | H | Dongdaemun-Stadion, Seoul                     | WM-Qualifikation                    |                                                                  |
| 080. | 14.07.2002 | 17:55 | Japan      | H | Dongdaemun-Stadion, Seoul                     | WM-Qualifikation                    |                                                                  |
| 081. | 05.10.2002 | 70:11 | Sri Lanka  | H | Ulsan-Gongseol-Stadion, Ulsan                 | Asienspiele 2002                    |                                                                  |
| 082. | 08.10.2002 | 50:15 | Taiwan     | H | Ulsan-Gongseol-Stadion, Ulsan                 | Asienspiele 2002                    |                                                                  |
| 083. | 13.10.2002 | 45:34 | Japan      | H | Ulsan-Gongseol-Stadion, Ulsan                 | Asienspiele 2002                    | zweiter Titel bei Asienspielen                                   |
| 084. | 17.11.2002 | 35:10 | Taiwan     | N | Chulalongkorn University Stadium, Bangkok     | Asienmeisterschaft 2002             |                                                                  |
| 085. | 20.11.2002 | 40:17 | Hongkong   | N | Chulalongkorn University Stadium, Bangkok     | Asienmeisterschaft 2002             |                                                                  |
| 086. | 23.11.2002 | 22:20 | Japan      | N | Chulalongkorn University Stadium, Bangkok     | Asienmeisterschaft 2002             | fünfter Asienmeistertitel                                        |
| 087. | 15.03.2003 | 0:75  | Tonga      | H | Dongdaemun-Stadion, Seoul                     | WM-Qualifikation                    |                                                                  |
| 088. | 21.03.2003 | 0:119 | Tonga      | A | Teufaiva Sport Stadium, Nukuʻalofa            | WM-Qualifikation                    |                                                                  |
| 089. | 15.06.2003 | 3:86  | Japan      | A | Hanazono-Rugbystadion, Higashiōsaka           | Freundschaftsspiel                  |                                                                  |
| 090. | 20.10.2003 | 45:19 | Kasachstan | H | Dongdaemun-Stadion, Seoul                     | Asian Series 2003/04                | erstes Teset Match gegen Kasachstan erster Sieg gegen Kasachstan |
| 091. | 18.11.2003 | 63:19 | VR China   | N | Chulalongkorn University Stadium, Bangkok     | Asian Series 2003/04                | erstes Test Match gegen China erster Sieg gegen China            |
| 092. | 20.11.2003 | 68:8  | Thailand   | N | Chulalongkorn University Stadium, Bangkok     | Asian Series 2003/04                |                                                                  |
| 093. | 16.05.2004 | 19:19 | Japan      | A | Prinz-Chichibu-Rugbystadion, Tokio            | Asian Series 2003/04                |                                                                  |
| 094. | 22.05.2004 | 99:18 | Taiwan     | H | Dongdaemun-Stadion, Seoul                     | Asian Series 2003/04                | Turniersieg                                                      |
| 095. | 28.10.2004 | 63:7  | Taiwan     | N | Hong Kong Football Club Stadium, Hongkong     | Asienmeisterschaft 2004             | fünfter Asienmeistertitel                                        |
| 096. | 31.10.2004 | 0:29  | Japan      | N | Hong Kong Football Club Stadium, Hongkong     | Asienmeisterschaft 2004             |                                                                  |
| 097. | 15.05.2005 | 56:3  | Hongkong   | A | Hong Kong Football Club Stadium, Hongkong     | Asian Series 2005                   |                                                                  |
| 098. | 22.05.2005 | 31:50 | Japan      | H | Yeongwol                                      | Asian Series 2005                   |                                                                  |
| 099. | 23.04.2006 | 14:50 | Japan      | A | Prinz-Chichibu-Rugbystadion, Tokio            | Asian Series 2006                   |                                                                  |
| 100. | 05.05.2006 | 20:5  | Arabien    | A | Scheich-Khalifa-International-Stadion, al-Ain | Asian Series 2006                   | erstes Test Match gegen Arabien erster Sieg gegen Arabien        |
| 101. | 09.09.2006 | 100:3 | VR China   | H | k. A.                                         | Freundschaftsspiel                  |                                                                  |
| 102. | 22.11.2006 | 23:5  | Hongkong   | A | Hong Kong Football Club Stadium, Hongkong     | Asienmeisterschaft 2006             |                                                                  |
| 103. | 25.11.2006 | 0:54  | Japan      | N | Hong Kong Football Club Stadium, Hongkong     | Asienmeisterschaft 2006             |                                                                  |
| 104. | 10.02.2007 | 3:85  | Tonga      | N | Waitemata Park, Auckland                      | WM-Qualifikation                    |                                                                  |
| 105. | 22.04.2007 | 0:82  | Japan      | A | Prinz-Chichibu-Rugbystadion, Tokio            | Asian Series 2007                   |                                                                  |
| 106. | 28.05.2007 | 20:27 | Hongkong   | A | King’s Park Sports Ground, Hongkong           | Asian Series 2007                   |                                                                  |
| 107. | 26.04.2008 | 17:39 | Japan      | H | Incheon-Munhak-Stadion, Incheon               | Asian Five Nations 2008             |                                                                  |
| 108. | 09.05.2008 | 43:20 | Arabien    | A | Doha Rugby Football Centre, Doha              | Asian Five Nations 2008             |                                                                  |
| 109. | 18.05.2008 | 40:21 | Kasachstan | H | Dongdaemun-Stadion, Seoul                     | Asian Five Nations 2008             |                                                                  |
| 110. | 24.05.2008 | 50:24 | Hongkong   | A | King’s Park Sports Ground, Hongkong           | Asian Five Nations 2008             |                                                                  |
| 111. | 25.04.2009 | 65:0  | Singapur   | H | Tancheon-Stadion, Seongnam                    | Asian Five Nations 2009             |                                                                  |
| 112. | 02.05.2009 | 27:30 | Kasachstan | A | Zentralstadion, Almaty                        | Asian Five Nations 2009             |                                                                  |
| 113. | 09.05.2009 | 36:34 | Hongkong   | H | Dongdaemun-Stadion, Seoul                     | Asian Five Nations 2009             |                                                                  |
| 114. | 16.05.2009 | 9:80  | Hongkong   | A | Hanazono-Rugbystadion, Higashiōsaka           | Asian Five Nations 2009             |                                                                  |

### 2010–2019
| Nr.  | Datum      | Erg.  | Gegner                       |   | Austragungsort                                  | Anlass                       | Bemerkung                                                                 |
| ---- | ---------- | ----- | ---------------------------- | - | ----------------------------------------------- | ---------------------------- | ------------------------------------------------------------------------- |
| 115. | 24.04.2010 | 8:32  | Hongkong                     | A | Hong Kong Football Club Stadium, Hongkong       | Asian Five Nations 2010      |                                                                           |
| 116. | 01.05.2010 | 13:71 | Japan                        | H | Gyeongsang Rugby Stadium, Daegu                 | Asian Five Nations 2010      |                                                                           |
| 117. | 14.05.2010 | 19:21 | Arabien                      | A | The Sevens Stadium, Dubai                       | Asian Five Nations 2010      |                                                                           |
| 118. | 22.05.2010 | 25:32 | Kasachstan                   | H | Incheon-Munhak-Stadion, Incheon                 | Asian Five Nations 2010      |                                                                           |
| 119. | 01.06.2011 | 34:20 | Philippinen                  | H | Ansan-Wa~-Stadion, Ansan                        | Asian Five Nations 2011      | erstes Test Match gegen die Philippinen erster Sieg gegen die Philippinen |
| 120. | 04.06.2011 | 58:19 | Singapur                     | H | Ansan-Wa~-Stadion, Ansan                        | Asian Five Nations 2011      |                                                                           |
| 121. | 22.05.2012 | 21:19 | Hongkong                     | A | Hong Kong Football Club Stadium, Hongkong       | Asian Five Nations 2012      |                                                                           |
| 122. | 22.05.2012 | 8:52  | Japan                        | H | Seongnam-Stadion, Seongnam                      | Asian Five Nations 2012      |                                                                           |
| 123. | 22.05.2012 | 87:17 | Kasachstan                   | A | Nationales Universitätsstadion, Almaty          | Asian Five Nations 2012      |                                                                           |
| 124. | 22.05.2012 | 47:21 | Vereinigte Arabische Emirate | H | Seongnam-Stadion, Seongnam                      | Asian Five Nations 2012      | erstes Test Match gegen die VAE erster Sieg gegen die VAE                 |
| 125. | 22.05.2013 | 75:10 | Vereinigte Arabische Emirate | A | Al Ain Rugby Club, Al-Ain                       | Asian Five Nations 2013      |                                                                           |
| 126. | 22.05.2013 | 5:64  | Japan                        | A | Prinz-Chichibu-Rugbystadion, Tokio              | Asian Five Nations 2013      |                                                                           |
| 127. | 22.05.2013 | 62:19 | Philippinen                  | H | Ansan-Wa~-Stadion, Ansan                        | Asian Five Nations 2013      |                                                                           |
| 128. | 22.05.2013 | 42:22 | Hongkong                     | H | Ansan-Wa~-Stadion, Ansan                        | Asian Five Nations 2013      |                                                                           |
| 129. | 26.04.2014 | 59:3  | Vereinigte Arabische Emirate | H | Incheon-Munhak-Stadion, Incheon                 | Asian Five Nations 2014      |                                                                           |
| 130. | 10.05.2014 | 6:39  | Hongkong                     | A | Hong Kong Football Club Stadium, Hongkong       | Asian Five Nations 2014      |                                                                           |
| 131. | 17.05.2014 | 5:62  | Japan                        | H | Incheon-Munhak-Stadion, Incheon                 | Asian Five Nations 2014      |                                                                           |
| 132. | 24.05.2014 | 52:22 | Philippinen                  | A | Eagles Nest Stadium, Laguna                     | Asian Five Nations 2014      |                                                                           |
| 133. | 18.04.2015 | 30:66 | Japan                        | H | Namdong-Rugby-Stadion, Incheon                  | Asia Rugby Championship 2015 |                                                                           |
| 134. | 25.04.2015 | 33:26 | Hongkong                     | A | Hong Kong Football Club Stadium, Hongkong       | Asia Rugby Championship 2015 |                                                                           |
| 135. | 09.05.2015 | 10:66 | Japan                        | A | Level-5 Stadium, Fukuoka                        | Asia Rugby Championship 2015 |                                                                           |
| 136. | 16.05.2015 | 37:38 | Hongkong                     | H | Namdong-Rugby-Stadion, Incheon                  | Asia Rugby Championship 2015 |                                                                           |
| 137. | 30.04.2016 | 0:85  | Japan                        | A | NHK Spring Mitsuzawa Football Stadium, Yokohama | Asia Rugby Championship 2016 |                                                                           |
| 138. | 14.06.2016 | 27:34 | Hongkong                     | H | Namdong-Rugby-Stadion, Incheon                  | Asia Rugby Championship 2016 |                                                                           |
| 139. | 21.05.2015 | 3:60  | Japan                        | H | Namdong-Rugby-Stadion, Incheon                  | Asia Rugby Championship 2016 |                                                                           |
| 140. | 04.06.2015 | 15:41 | Hongkong                     | A | Hong Kong Football Club Stadium, Hongkong       | Asia Rugby Championship 2016 |                                                                           |
| 141. | 13.11.2016 | 12:30 | Chile                        | A | Estadio San Carlos de Apoquindo, Las Condes     | Asia Rugby Championship 2016 | erstes Test Match gegen Chile                                             |
| 142. | 19.11.2016 | 38:36 | Chile                        | A | Old Grangonian Club, Santiago de Chile          | Asia Rugby Championship 2016 | erster Sieg gegen Chile                                                   |
| 143. | 22.04.2017 | 29:47 | Japan                        | H | Namdong-Rugby-Stadion, Incheon                  | Asia Rugby Championship 2017 |                                                                           |
| 144. | 29.04.2017 | 10:80 | Japan                        | A | Prinz-Chichibu-Rugbystadion, Tokio              | Asia Rugby Championship 2017 |                                                                           |
| 145. | 27.05.2017 | 17:43 | Hongkong                     | H | Namdong-Rugby-Stadion, Incheon                  | Asia Rugby Championship 2017 |                                                                           |
| 146. | 03.06.2017 | 3:39  | Hongkong                     | A | Hong Kong Football Club Stadium, Hongkong       | Asia Rugby Championship 2017 |                                                                           |
| 147. | 28.04.2018 | 35:10 | Malaysia                     | A | Nationalstadion Bukit Jalil, Kuala Lumpur       | Asia Rugby Championship 2018 |                                                                           |
| 148. | 12.05.2018 | 21:30 | Hongkong                     | H | Namdong-Rugby-Stadion, Incheon                  | Asia Rugby Championship 2018 |                                                                           |
| 149. | 19.05.2018 | 67:12 | Malaysia                     | H | Namdong-Rugby-Stadion, Incheon                  | Asia Rugby Championship 2018 |                                                                           |
| 150. | 02.06.2018 | 5:39  | Hongkong                     | A | Hong Kong Football Club Stadium, Hongkong       | Asia Rugby Championship 2018 |                                                                           |
| 151. | 28.04.2019 | 52:14 | Malaysia                     | H | Namdong-Rugby-Stadion, Incheon                  | Asia Rugby Championship 2019 |                                                                           |
| 152. | 12.05.2019 | 38:16 | Malaysia                     | A | Nationalstadion Bukit Jalil, Kuala Lumpur       | Asia Rugby Championship 2019 |                                                                           |
| 153. | 19.05.2019 | 10:47 | Hongkong                     | H | Namdong-Rugby-Stadion, Incheon                  | Asia Rugby Championship 2019 |                                                                           |
| 154. | 02.06.2019 | 3:64  | Hongkong                     | A | Hong Kong Football Club Stadium, Hongkong       | Asia Rugby Championship 2019 |                                                                           |

### 2020–2029
| Nr.  | Datum      | Erg.  | Gegner                       |   | Austragungsort                            | Anlass                          | Bemerkung                        |
| ---- | ---------- | ----- | ---------------------------- | - | ----------------------------------------- | ------------------------------- | -------------------------------- |
| 155. | 04.06.2022 | 55:10 | Malaysia                     | H | Namdong-Rugby-Stadion, Incheon            | Asia Rugby Championship 2022    |                                  |
| 156. | 09.07.2022 | 21:23 | Hongkong                     | H | Namdong-Rugby-Stadion, Incheon            | Asia Rugby Championship 2022    |                                  |
| 157. | 03.06.2023 | 27:3  | Malaysia                     | A | Saidina Hamzah Stadium, Kuala Lumpur      | Asia Rugby Championship 2023    |                                  |
| 158. | 17.06.2023 | 10:30 | Hongkong                     | A | Hong Kong Football Club Stadium, Hongkong | Asia Rugby Championship 2023    |                                  |
| 159. | 02.06.2024 | 55:5  | Malaysia                     | H | Namdong-Rugby-Stadion, Incheon            | Asia Rugby Championship 2024    |                                  |
| 160. | 09.06.2024 | 32:36 | Vereinigte Arabische Emirate | A | The Sevens Stadium, Dubai                 | Asia Rugby Championship 2024    |                                  |
| 161. | 22.06.2024 | 7:67  | Hongkong                     | A | Hong Kong Football Club Stadium, Hongkong | Asia Rugby Championship 2024    |                                  |
| 162. | 16.11.2024 | 22:27 | Simbabwe                     | H | Namdong-Rugby-Stadion, Incheon            | End-of-year Internationals 2024 | erstes Test Match gegen Simbabwe |
| 163. | 13.06.2025 | 38:34 | Sri Lanka                    | A | Colombo Racecourse, Colombo               | Asia Rugby Championship 2025    |                                  |
| 164. | 21.06.2025 | 36:38 | Vereinigte Arabische Emirate | H | Namdong-Rugby-Stadion, Incheon            | Asia Rugby Championship 2025    |                                  |
| 165. | 05.07.2025 | 22:70 | Hongkong                     | H | Namdong-Rugby-Stadion, Incheon            | Asia Rugby Championship 2025    |                                  |

## Länderspiele ohne Test-Match-Status
| Nr. | Datum      | Erg. | Gegner                   |   | Austragungsort                     | Anlass                  |
| --- | ---------- | ---- | ------------------------ | - | ---------------------------------- | ----------------------- |
| 01. | 16.03.1969 | 5:23 | Japan                    | A | Prinz-Chichibu-Rugbystadion, Tokio | Asienmeisterschaft 1969 |
| 02. | 13.01.1970 | 9:23 | Japan                    | N | Nationalstadion, Bangkok           | Asienmeisterschaft 1970 |
| 03. | 18.11.1974 | 7:20 | Japan                    | N | Longden Place, Colombo             | Asienmeisterschaft 1974 |
| 04. | 26.03.1980 | 7:20 | New Zealand Universities | H | Dongdaemun-Stadion, Seoul          | Freundschaftsspiel      |

## Statistik
(Stand: 11. August 2025)

### Gegner bei Test Matches
| Land                         | Spiele | Gewonnen | Unent- schieden | Verloren | % Siege |
| ---------------------------- | ------ | -------- | --------------- | -------- | ------- |
| Arabien                      | 3      | 2        | 0               | 1        | 66,67   |
| Australien                   | 1      | 0        | 0               | 1        | 0,00    |
| Chile                        | 2      | 1        | 0               | 1        | 50,00   |
| Hongkong                     | 39     | 14       | 0               | 25       | 35,90   |
| Japan                        | 36     | 9        | 1               | 26       | 25,00   |
| Kasachstan                   | 5      | 3        | 0               | 3        | 60,00   |
| Malaysia                     | 14     | 14       | 0               | 0        | 100,00  |
| Niederlande                  | 2      | 1        | 0               | 1        | 50,00   |
| Philippinen                  | 3      | 3        | 0               | 1        | 100,00  |
| Samoa                        | 1      | 0        | 0               | 1        | 0,00    |
| Simbabwe                     | 1      | 0        | 0               | 1        | 0,00    |
| Singapur                     | 8      | 7        | 0               | 1        | 87,50   |
| Sri Lanka                    | 11     | 10       | 0               | 1        | 90,91   |
| Taiwan                       | 15     | 14       | 0               | 1        | 93,33   |
| Thailand                     | 11     | 9        | 1               | 1        | 81,81   |
| Tonga                        | 6      | 0        | 0               | 6        | 0,00    |
| Vereinigte Arabische Emirate | 5      | 3        | 0               | 2        | 60,00   |
| VR China                     | 2      | 2        | 0               | 0        | 100,00  |
| Gesamt                       | 165    | 92       | 2               | 71       | 55,76   |

### Bilanz der Test Matches
|         | Spiele | Siege | Unent- schieden | Nieder- lagen |
| ------- | ------ | ----- | --------------- | ------------- |
| Heim    | 51     | 29    | 1               | 18            |
| Neutral | 56     | 39    | 0               | 20            |
| Gast    | 58     | 24    | 1               | 33            |
| Gesamt  | 165    | 92    | 2               | 71            |

### Spielstädte
| Stadt    | Spiele | Siege | Unent- schieden | Nieder- lagen | erstes Spiel | letztes Spiel |
| -------- | ------ | ----- | --------------- | ------------- | ------------ | ------------- |
| Ansan    | 4      | 4     | 0               | 0             | 2011         | 2013          |
| Daegu    | 1      | 0     | 0               | 1             | 2010         | 2010          |
| Incheon  | 20     | 5     | 0               | 15            | 2008         | 2025          |
| Seongnam | 3      | 2     | 0               | 1             | 2009         | 2012          |
| Seoul    | 18     | 13    | 0               | 5             | 1976         | 2009          |
| Ulsan    | 3      | 3     | 0               | 0             | 2002         | 2002          |
| Yeongwol | 1      | 1     | 0               | 0             | 2005         | 2005          |